# Herodes Boethos
Herodes Boethos (auch Herodes Philippos I., * ca. 22 v. Chr.) war ein Sohn Herodes’ des Großen. Der Evangelist Markus erwähnt in Mk 6,17, dass Herodias, die Frau des Herodes Antipas, vorher mit einem Philippos verheiratet war. Josephus lässt uns im Unklaren darüber, ob der erste Mann der Herodias nun Boethos oder Philippos hieß (vgl. Josephus, Antiquitates 18, 136). Einschlägige Nachschlagewerke sind sich über den Namen dieses Herodessohnes deshalb keinesfalls einig.

## Herkunft
Herodes Boethos/Philippos war der vierte Sohn des Herodes und stammte aus der Verbindung des Herodes mit dessen siebten Gattin Mariamne (II). Sie war die Tochter eines einfachen Priesters gewesen und der in sie verliebte Herodes der Große hatte, um sie zu einer standesgemäßen Gattin zu machen, ihren Vater Simon Boethos 23 v. Chr. zum Hohenpriester in Jerusalem ernannt.

## Leben
Herodes der Große hat seinen Sohn Herodes Boethos offenbar geschätzt. Denn nach der Hinrichtung seiner beiden Halbbrüder Aristobulos und Alexander wegen angeblicher Umsturzpläne im Jahr 7 v. Chr. rückte der zu dieser Zeit etwa 15-jährige Herodes Boethos im Testament seines Vaters an die zweite Stelle, unmittelbar hinter dessen ältesten Sohn Antipater (aus der Ehe mit der ersten Gattin Doris).
Als 4 v. Chr. die Umsturzpläne des Antipater gegen seinen Vater aufgedeckt wurden und dieser als Erbe für König Herodes nicht mehr in Frage kam, rückte Herodes Boethos sogar auf die erste Stelle in der Nachfolge vor. Jedoch nur kurze Zeit: Bei den verschiedenen hochnotpeinlichen Verhören, denen zahlreiche Personen am Königshof unterworfen wurden, stellte sich heraus, dass Mariamne (II), die Mutter des Herodes Boethos, von dem geplanten Giftanschlag auf den König Kenntnis gehabt, aber geschwiegen hatte. König Herodes verbannte sie zur Strafe daraufhin von seinem Hof, enterbte ihren Sohn Herodes Boethos und setzte ihren Vater Simon Boethos als Hohepriester ab.
Während seine Halbbrüder Herodes Antipas, Herodes Archelaos und Philippos (II) nach dem Tode des Königs 4 v. Chr. bei der Teilung des Erbes von Kaiser Augustus stattliche Herrschaftsgebiete übertragen erhielten, blieb Herodes Boethos aufgrund dieser Enterbung unberücksichtigt. Er erhielt deshalb von der Forschung auch den Beinamen „ohne Land“. Er blieb aber ein Mitglied des herodianischen Herrscherhauses und heiratete 6 n. Chr. seine Nichte Herodias (* 15/14 v. Chr.), die eine Tochter des hingerichteten Prinzen Aristobulos und zugleich eine Enkelin Herodes des Großen war.
Aus der Verbindung von Herodes Boethos und Herodias ging die Tochter Salome (* um 8 n. Chr.) hervor, die gemäß dem Bericht des Neuen Testaments später bei der Enthauptung Johannes des Täufers durch ihren Tanz und die Forderung nach dem Tod des Johannes eine maßgebliche Rolle spielte. 
Herodes Boethos lebte nach seiner Enterbung als ein Privatmann. Er verkehrte aber weiterhin mit den anderen Mitgliedern des königlichen Hauses, unter anderem mit seinem Halbbruder Herodes Antipas. Dieser soll sich – wie der Geschichtsschreiber Flavius Josephus berichtet – bei einem dieser Besuche in seine Schwägerin Herodias verliebt haben. Da Herodias offenbar sehr ehrgeizig war und gerne Ehefrau eines Tetrarchen werden wollte, ging sie auf diese Werbung ein und verließ Herodes Boethos. Auch Herodes Antipas trennte sich für die Ehe mit Herodias von seiner ersten Frau, einer Tochter des Nabatäerkönigs Aretas IV.
Die ungewöhnliche Verbindung von Schwager und Schwägerin rief die Kritik Johannes des Täufers hervor (Matth. 14, 3-5; Lukas 3, 18-20). Nach dem Alten Testament (Levitikus 18, 16) widerspricht es dem jüdischen Gesetz, wenn ein Mann sexuelle Beziehungen zur Ehefrau seines Bruders unterhält. Das Matthäus-Evangelium (14, 3-12) berichtet, dass Johannes der Täufer hingerichtet wurde, weil er diese Heirat öffentlich kritisiert hatte. Flavius Josephus behauptet diesen Kausalzusammenhang nicht ausdrücklich, stellt aber beide Ereignisse, die Heirat und die Hinrichtung (sowie den 36 n. Chr. darauf folgenden Krieg mit König Aretas von Petra) in einen zeitlichen Zusammenhang (Josephus, Antiquitates 18, 116-119).
Über das weitere Leben des Herodes Boethos überliefern uns die Quellen keine weiteren Einzelheiten. Die Familie seiner Mutter blieb jedoch bedeutend, da während der Herrschaftszeit des Ethnarchen Archelaos bis 6 n. Chr. sowie zu späterer Zeit weitere Hohepriester aus dieser Familie ernannt wurden.